# Westville (Indiana)
Westville és una població dels Estats Units a l'estat d'Indiana. Segons el cens del 2000 tenia 2.116 habitants.

## Demografia
Segons el cens del 2000, Westville tenia 2.116 habitants, 897 habitatges, i 556 famílies. La densitat de població era de 261 habitants/km².
Dels 897 habitatges en un 30,8% hi vivien nens de menys de 18 anys, en un 45,4% hi vivien parelles casades, en un 12% dones solteres, i en un 38% no eren unitats familiars. En el 30,4% dels habitatges hi vivien persones soles l'11% de les quals corresponia a persones de 65 anys o més que vivien soles. El nombre mitjà de persones vivint en cada habitatge era de 2,36 i el nombre mitjà de persones que vivien en cada família era de 2,93.
Per edats la població es repartia de la següent manera: un 26% tenia menys de 18 anys, un 8,1% entre 18 i 24, un 31% entre 25 i 44, un 23,1% de 45 a 60 i un 11,7% 65 anys o més.
L'edat mediana era de 36 anys. Per cada 100 dones de 18 o més anys hi havia 95,1 homes.
La renda mediana per habitatge era de 36.761 $ i la renda mediana per família de 44.524 $. Els homes tenien una renda mediana de 33.906 $ mentre que les dones 21.525 $. La renda per capita de la població era de 18.306 $. Entorn del 3,3% de les famílies i el 6,3% de la població estaven per davall del llindar de pobresa.

## Poblacions més properes
El següent diagrama mostra les poblacions més properes.